# Pierre de Coubertin
Pierre de Frédy, baron de Coubertin (født 1. januar 1863, død 2. september 1937) var en fransk pædagog og historiker, men er bedst kendt som grundlæggeren af de moderne Olympiske Lege og præsident for IOC i årene 1896-1925.

## De Coubertin og de olympiske lege
Han blev født i Paris i en aristokratisk familie som det fjerde barn af Charles Louis de Frédy og Agathe-Gabrielle de Mirville.
Efter besøg på britiske og amerikanske universiteter blev Pierre de Coubertin inspireret til at forbedre unge menneskers uddannelse ved at inddrage mere idrætsundervisning, som han anså som en vigtig del af unges udvikling.
Han drømte i begyndelsen om at arrangere internationale atletikkonkurrencer, men efter en voksende interesse for antikkens olympiske lege og nylige arkæologiske fund i Olympia, Grækenland, udviklede han en plan om at genoplive de olympiske lege.
For at offentliggøre denne plan arrangerede han en international kongres den 23. juni 1894 ved Sorbonne-universitet i Paris. Dér foreslog han at genindføre de antikke olympiske lege. Kongressen førte til oprettelsen af den Internationale Olympiske Komite (IOC), som Pierre de Coubertin blev generalsekretær for. Det blev også besluttet, at de første moderne olympiske lege skulle afvikles i Athen, Grækenland, og at de herefter skulle afholdes hvert fjerde år. Legene i 1896 skulle vise sig at blive en succes, og De Coubertin overtog IOC-præsidentposten, da Demetrius Vikelas trådte tilbage efter OL i sit hjemland.
På trods af den indledende succes var der hårde tider forude for den olympiske bevægelse. Både OL i 1900 (i Coubertins Paris) og OL i 1904 (i St. Louis) blev overskygget af samtidige verdensudstillinger i værtsbyerne og fik dermed meget lidt opmærksomhed. Vendepunktet kom ved de olympiske mellemlege 1906 i Athen, der atter blev en succes, hvorefter legene efterhånden voksede til den største sportsbegivenhed i verden.
De Coubertin opfandt moderne femkamp til OL 1912 i Stockholm. Ved disse lege, hvor der for første gang blev afholdt konkurrencer i kunstdiscipliner, vandt de Coubertin guld i litteratur, idet han under pseudonymet Georges Hohrod und Martin Eschbach deltog med værket "Ode an den Sport" som repræsentant for Tyskland. Baronen havde tidligere brugt pseudymet Georges Hohrod, og det menes, at Martin Eschbach var hans tyskfødt hustru Marie, som havde oversat værket fra fransk til tysk. Hun stammede fra Alsace, hvor der ligger to små byer: Hohrod og Eschhach.
Han trådte tilbage som formand for IOC efter OL 1924 i Paris, der blev en meget større succes end 24 år tidligere i samme by. De Coubertin blev efterfulgt af belgieren Henri de Baillet-Latour.
De Coubertin forblev ærespræsident for IOC indtil sin død i 1937 i Genève, Schweiz. Han blev begravet i Lausanne (IOC's hjemby), men hans hjerte blev begravet separat i et monument nær ruinerne af antikkens Olympia.

## Pierre de Coubertin-medaljen
Pierre de Coubertin-medaljen (eller De Coubertin-medaljen eller Medaljen for den Sande Sportsånd) er en hædersbevisning, der uddeles af den Internationale Olympiske Komite som hæder til sportsfolk, der har udvist stor sportsånd ved de Olympiske Lege.
Medaljen anses af mange sportsfolk og -tilskuere som den højeste anerkendelse for en olympisk sportsmand – større end en guldmedalje.[kilde mangler] Også den Internationale Olympiske Komite anser den for sin største hædersbevisning.

## Citater
It is less important to win than to take part; the essential thing in life is not conquering but fighting well.
"Det er mindre vigtigt at vinde end at deltage; det essentielle i livet er ikke at erobre, men at kæmpe godt."
Citius, altius, fortius.
"Hurtigere, højere, stærkere."